# Tonnoiriella
Tonnoiriella is een muggengeslacht uit de familie van de motmuggen (Psychodidae).

## Soorten
- T. anchoriformis Salamanna, 1975
- T. anderssoni (Nielsen, 1965)
- T. disneyi Withers, 1997
- T. fontinalis (Wagner & Salamanna, 1984)
- T. graeca Wagner, 1993
- T. holmi Wagner, 1993
- T. mollis (Satchell, 1955)
- T. nigricauda (Tonnoir, 1919)
- T. pseudofontinalis Wagner, 1993
- T. pulchra (Eaton, 1893)
- T. sieberti Wagner, 1993